# Aisha Bowe
Aisha Bowe es una ingeniera aeroespacial bahameño-estadounidense, fundadora y directora ejecutiva de STEMBoard, una empresa de tecnología.
Bowe está confirmada para ser parte de la tripulación de New Shepard en su siguiente vuelo aeroespacial privado de la compañía Blue Origin de Jeff Bezos, lo que la convertirá en la sexta mujer afrodescendiente en ir al espacio y la primera en hacerlo en un vuelo privado.

## Biografía
Bowe creció en Ann Arbor, Míchigan, en los Estados Unidos en una familia de clase trabajadora de emigrantes de las Bahamas. Su padre era taxista. Aunque el consejero de orientación de su escuela secundaria le recomendó que se convirtiera en cosmetóloga, el padre de Bowe la instó a que tomara una clase de matemáticas en la universidad comunitaria local, donde rápidamente destacó. Esto permitió que Bowe se transfiriera a programas de ingeniería en la Universidad de Míchigan desde el Washtenaw Community College.
Bowe completó su licenciatura en ingeniería aeroespacial en 2008 y su maestría en sistemas espaciales en 2009, ambas en la Universidad de Míchigan. Bowe ha declarado que eligió la ingeniería aeroespacial debido a su interés en la ciencia ficción. Trabajó como interna en el Centro de Investigación Ames en 2008, antes de incorporarse como ingeniera.

## Carrera
Bowe trabajó en el Centro de Investigación Ames, en la Rama de Controles y Dinámica de la Trayectoria de Vuelo de la División de Sistemas de Aviación. En 2012 recibió el premio de la National Society of Black Engineers a la contribución técnica sobresaliente por su artículo "Evaluation of a Fuel Efficient Aircraft Maneuver for Conflict Resolution". Se unió al grupo de Mecánica de Fluidos y Vuelo de AST en 2009, ayudando en el desarrollo de algoritmos en apoyo de la gestión del tráfico aéreo.
Mientras estuvo en la NASA, se desempeñó como enlace con el Programa de Logros en Matemáticas, Ingeniería y Ciencias (MESA). En este cargo, fue mentora de estudiantes, realizó talleres y dirigió recorridos por el sitio de la NASA.
En 2019, Bowe visitó Johannesburgo, Bloemfontein y Pretoria en Sudáfrica para una serie de charlas invitadas del 7 al 18 de octubre como parte del Programa de oradores de EE. UU. También ha dado conferencias en muchos otros países, incluidos Israel y Kuwait .
Bowe es miembro de la Sociedad Nacional de Ingenieros Afroamericanos (National Society of Black Engineers) y profesional certificado en administración de programas por PMI . También es una buceadora certificada por SSI y ha realizado inmersiones en Sudáfrica, las Bahamas, California y las Islas Caimán.</ref>
También es alpinista y ascendió al monte Kilimanjaro en 2016.

## STEMBoard
Aisha es fundadora y directora ejecutiva de STEMBoard, una empresa que resuelve desafíos tecnológicos para clientes gubernamentales y del sector privado. STEMBoard es una pequeña empresa certificada dentro de un programa de mujeres económicamente desfavorecidas de la Cámara de Comercio de Mujeres de EE. UU . Trabaja para cerrar la brecha educativa de grupos étnicos minoritarios a través de campamentos STEM (el acrónimo en inglés para ciencia, tecnología, ingeniería y matemáticas), asociaciones con Escuelas y universidades históricamente negras (HBCU) y otorgando oportunidades profesionales para los jóvenes.
STEMBoard ocupó el puesto 2284 en lista de la revista Inc. de las 5000 empresas privadas de más rápido crecimiento en 2020.

## Kit de código “LINGO”
Aisha Bowe es la creadora del kit de codificación LINGO, que enseña diseño de hardware y software para infantes.

## Obras publicadas
- Lauderdale, Todd A; Cone, Andrew C; Bowe, Aisha R (2011). «Relative significance of trajectory prediction errors on an automated separation assurance algorithm». 9th USA/Europe ATM R&D Seminar (ATM2011). Archivado desde el original el 26 de febrero de 2013.
- Cone, Andrew; Bowe, Aisha; Lauderdale, Todd (2012). «Robust conflict detection and resolution around top of descent». 12th AIAA Aviation Technology, Integration, and Operations (ATIO) Conference and 14th AIAA/ISSMO Multidisciplinary Analysis and Optimization Conference. ISBN 978-1-60086-930-3. doi:10.2514/6.2012-5644. Archivado desde el original el 8 de agosto de 2017.
- Bowe, Aisha; Santiago, Confesor (2012). «An approach for balancing delay and fuel burn in separation assurance automation». 12th AIAA Aviation Technology, Integration, and Operations (ATIO) Conference and 14th AIAA/ISSMO Multidisciplinary Analysis and Optimization Conference. ISBN 978-1-60086-930-3. doi:10.2514/6.2012-5416. Archivado desde el original el 15 de septiembre de 2015.
- Bowe, Aisha; Lauderdale, Todd (2010). «Selecting conflict resolution maneuvers based on minimum fuel burn». 29th Digital Avionics Systems Conference (IEEE). ISBN 978-1-4244-6616-0. doi:10.1109/DASC.2010.5655529.

## Premios
Bowe ha sido reconocida por sus contribuciones a la ingeniería, la diversidad y la igualdad de oportunidades por la Administración Nacional de Aeronáutica y del Espacio, la Sociedad Nacional de Ingenieros Afrodescendientes y la Cámara de Comercio de Mujeres de EE. UU . Algunos premios seleccionados son los siguientes.
- Empresario del año 2020 por Black Data Processing Associates (BDPA) de Washington D. C.
- 2020 - Premio a la alumna sobresaliente, Departamento de Ingeniería Aeroespacial, Universidad de Míchigan[31]
- 2015 - Premio "Emerging Star" de la Cámara de Comercio de Mujeres de EE. UU.[32]
- 2014 - Premio de la Coalición Nacional de 100 Mujeres Afrodescendientes en Tecnología del Año de Silicon Valley[32]
- 2012 - Premio de Honor de Ingeniería de la NASA[33]
- 2012 - Medalla de Igualdad de Oportunidades en el Empleo de la NASA[34]